# مزدا۲
مزدا۲ (به انگلیسی: Mazda2) یک خودروی کامپکت کوچک/سوپرمینی (سگمنت بی) است که از سال ۲۰۰۲ توسط مزدا تولید و به بازار عرضه می‌شود و در حال حاضر در نسل سوم خود قرار دارد. مزدا۲ که یک مدل سطح پایه از این برند در بازارهای خارج از ژاپن است، در زیر مزدا۳ قرار دارد. مزدا۲ همچنین با نام مزدا دمیو (نامی که تا سال ۲۰۱۹ در بازار ژاپن تولید شد) به بازار عرضه شد، در حالی که مدل مستقیم آن با نام مزدا ۱۲۱ صادر شد.
مزدا۲ نسل دوم عنوان خودروی سال جهان در سال ۲۰۰۸ را به خود اختصاص داد، در حالی که مدل نسل سوم خودروی سال ژاپن ۲۰۱۴–۲۰۱۵ را دریافت کرد.
نسل سوم این مدل در آمریکای شمالی با نام‌های سایون iA و تویوتا یاریس، یاریس iA و یاریس R به فروش رسید.
نسخه جداگانه بنزینی-هیبریدی مبتنی بر تویوتا یاریس هیبرید از سال ۲۰۲۲ در اروپا با همان مدل مزدا۲ در کنار مزدا۲ نسل سوم بنزینی به فروش می‌رسد.